# Anthony Bowie
Anthony Lee Bowie (Tulsa, Oklahoma, 09 de noviembre de 1963) es un exjugador de baloncesto estadounidense. Con 1.98 de estatura, su puesto natural en la cancha era el de alero.

## Trayectoria profesional
- Quad City Thunder (1987-1989)
- San Antonio Spurs (1989)
- Houston Rockets (1989-1990)
- Pallacanestro Varese (1990-1991)
- Quad City Thunder (1991)
- Orlando Magic (1991-1996)
- Olimpia Milano (1996-1997)
- New York Knicks (1998)
- Žalgiris Kaunas (1998-1999)
- AEK Atenas (1999-2000)
- Aris Salónica (2000-2001)
- Fortitudo Bologna (2001)
- Near East (2001)
- Ural Great Perm (2001-2002)